# Schleifseebach
Der Schleifseebach ist ein Bach im nordöstlichen Baden-Württemberg von 3,2 km Länge, der zwischen Bühlerzell und Bühlertann-Kottspiel von links in die obere Bühler mündet. Sein linker Oberlauf ist der Kochklingenbach, sein kürzerer rechter der Reutenbach.

## Name
Der Schleifseebach hieß ab dem Zusammenfluss seiner Quellbäche im 19. Jahrhundert Römischer Bach.

## Geographie

### Kochklingenbach
Der linke Hauptstrang-Oberlauf Schleifseebach entspringt ungefähr 2,3 km westlich des Bühlerzeller Teilorts Geifertshofen auf ca. 488 m ü. NHN im Waldgewann Weiße Lache. Das Quellgebiet liegt auf der Hochfläche der Limpurger Berge. Von hier zieht der Bach durch eine sich keilförmig ausweitende, mäßig steile Waldklinge nach Ostsüdost, wobei er nach etwa einem Kilometer den Waldrand erreicht. Danach fließt er in der Mitte eines etwa 300 m breiten Wiesentals zwischen dem Göbelsrain im Norden und dem Kirschenrain im Süden, die beide vom mittleren Hang an aufwärts bewaldet sind. Nach etwa 2,2 km erreicht er, zuletzt in östlicher Richtung, den Ortsrand von Geifertshofen, wo er an der Abzweigung der Wohnstraße Sommerhalde von der dörflichen Bachstraße mit dem Reutenbach zusammenfließt.
Der Kochklingenbach ist etwa 2,1 km lang und hat ein Teileinzugsgebiet von etwa 1,1 km².

### Reutenbach

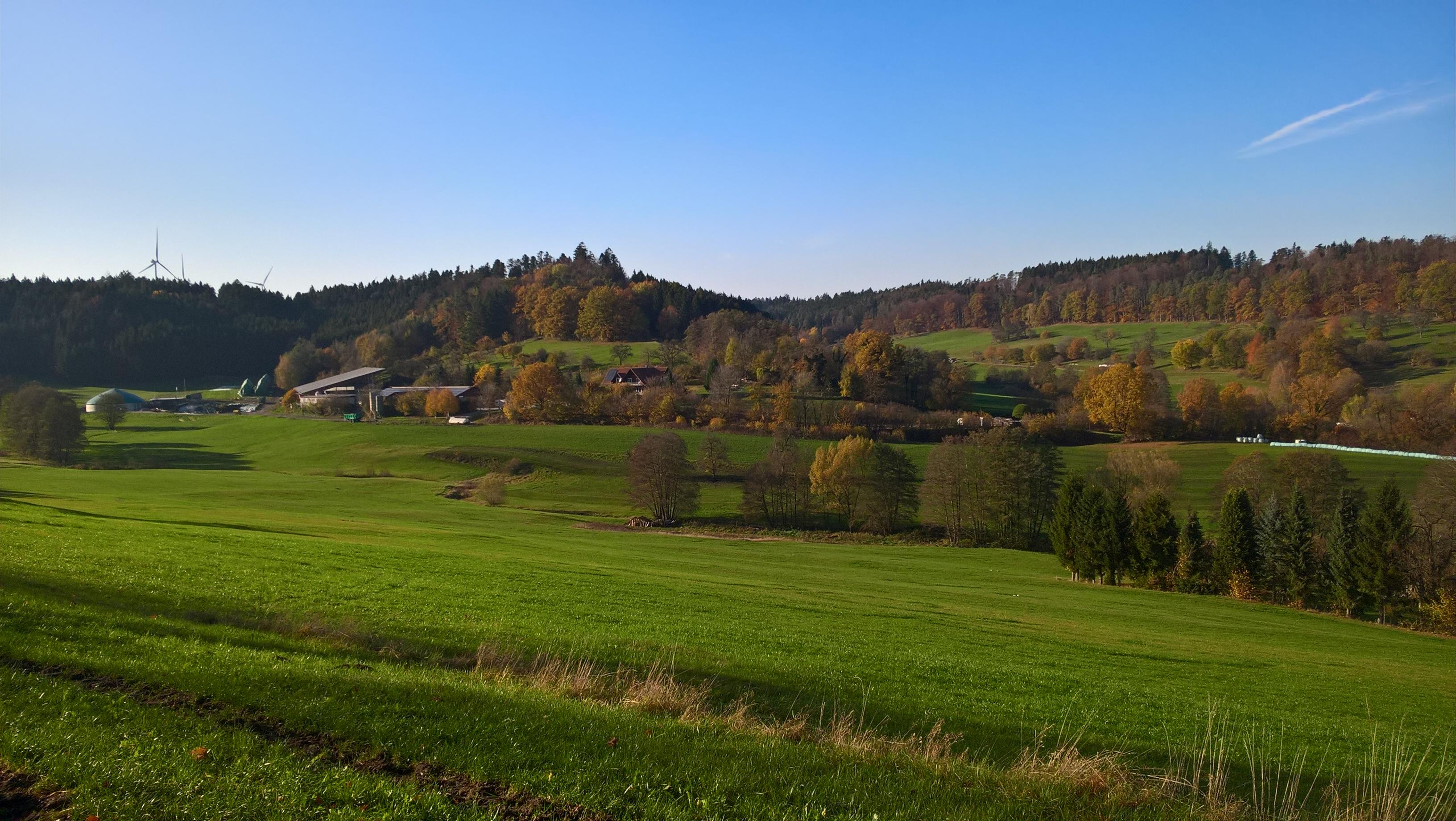
Blick hinauf ins Reutenbachtal auf den Reutebachhof

Der rechte Nebenstrang-Oberlauf Reutenbach entsteht im Waldgewann Geschläg in einem Wiesentalkessel, dessen Zentrum wenig südwestlich des Geifertshofener Reutenbachhofs liegt, aus dem Zusammenfluss mehrerer Hangwaldbäche, die am Rand der halbkreisförmig den Talkessel umschließenden Hochfläche entstehen. Südlich am Reutenbachhof vorbei, zieht der Bach durch sein etwas flacheres, aber ansonsten dem des Kochklingenbachs recht ähnliches Tal zwischen Kirschenrain im Nordwesten und Denzelhalde durch die Feldfluren Buchrain und dann unter der Buchhalde in Richtung Nordosten bis zum Zusammenfluss. Er ist von seiner offiziellen Quelle westlich des Wurzelhofs bis zum Zusammenfluss 1,3 km lang. Sein Teileinzugsgebiet umfasst ebenfalls etwa 1,1 km².

### Unterlauf Schleifseebach
Durch den Ort zieht der Schleifseebach größtenteils in offenem Bett, bis zu dessen Mitte neben der Bachstraße, von der her ihn einige Stege und Brücken für Grundstückszufahrten überspannen; in der Ortsmitte fließt er in einem von einer Brüstung beschrankten, gemauerten Trog. Nach Verlassen des dörflichen Weichbilds strebt der Bach auf seinem restlichen Lauf von einem knappen Kilometer beständig nach Ostnordost. Er zieht dabei durch eine recht weite Talmulde, die teils steile Böschungen zu einer ersten Geländestufe zeigt; darunter liegen Talwiesen, darüber zur Linken meist Äcker, während auf der rechten Seite der Hang darüber weiter ansteigt bis zum Hochflächenausläufer um Bühlerzell-Imberg. Die Talebene der Bühler erreicht der Schleifseebach, hier kurz links an die Gemeinde Bühlertann grenzend, durch einen durchstochenen Seedamm. Er mündet dann, nach insgesamt 1,8 km ab dem Zusammenfluss und etwa 3,9 km ab der Quelle des Kochklingenbachs auf knapp 379,4 m ü. NHN, von links gegenüber der Kläranlage von Bühlerzell in die dort nordwärts ziehende Bühler.

### Einzugsgebiet
Der Schleifseebach hat ein Einzugsgebiet von 3,7 km² Größe, das ungefähr die Kontur eines unregelmäßigen Dreiecks mit der längsten Seite im Norden, einer kürzeren im Südsüdosten und der kürzesten im Südwesten hat. Es liegt, naturräumlich gesehen, im Unterraum Limpurger Berge der Schwäbisch-Fränkischen Waldberge. In seinen westlichen Anteilen umfasst es einen Teil der weiten Waldhochfläche dieser Landschaft, die sich am höchsten Punkt etwas westlich der Kochklingenbachquelle in der Weißen Lache bis etwa 501 m ü. NHN erhebt. Dort an der Weißen Lache beginnend, zieht die nördliche Wasserscheide durchwegs östlich entlang dem Kammwaldweg auf dem Göbelsrain bis zum Weißenhof, steigt dort ab zum Kreuzfeld und läuft dann über die Rotäcker auf die Mündung zu. Jenseitige Konkurrenten sind die rechten Zuflüsse der unteren Fischach vom Weiler Bach bis fast zu ihrer Mündung. Von dort steigt die Einzugsgebietsgrenze wieder auf zum Kamm zwischen Schleifseebach und dem Bühlerzeller Liegelbach, folgt diesem grob nach Westen bis zur südwestlichen Denzelhalde, hinter welcher der Gunzenbach zu einem Auengraben neben der Bühler läuft. Anschließend biegt sie nach Nordwesten ab und zieht durch Kugelwald und Grünes Hölzle wieder zur Weißen Lache. Jenseitiger Entwässerungskonkurrent ist auf dem letztgenannten Abschnitt der Klingenbach.
Im ganzen Einzugsgebiet stehen Schichten des Mittelkeupers an. An der Westspitze auf der Hochfläche wenig über der Kochklingenbachquelle liegt ein Zwickel Oberen Bunten Mergels (Mainhardt-Formation) auf dem ansonsten stufenbildenden Kieselsandstein (Hassberge-Formation), welcher links des Kochklingenbachs als Göbelsrain, zwischen den zwei Oberläufen als kürzerer Kirchenrain und rechts von Reutenbach und Unterlauf im Kugelwert und über die Denzelhalde am weitesten nach Osten vorspringt. Unterhalb von ihm faltet sich ein erstes Band Unterer Bunter Mergel (Steigerwald-Formation) in die Erosionsbuchten, darunter ein ebenfalls breites Band von Schilfsandstein (Stuttgart-Formation). Danach fließen Oberläufe und Schleifseebach bis zur Mündung im Gipskeuper (Grabfeld-Formation), die längste Strecke in dessen Estherienschichten, erst unterhalb von Geifertshofen in dessen tieferen Schichten in einem teilweise recht weiten Auensedimentstreifen. Der südwestliche Quellbach des Reutenbachs hat eine kleine Sinterbank geschaffen. Auf dem Kamm Kirschenrain zwischen beiden Oberläufen ist eine geologische Störungslinie nachgewiesen, deren Tiefscholle dem Reutenbach zu liegt.
Der allergrößte Teil des Einzugsgebietes liegt auf dem Gebiet der Gemeinde Bühlerzell, etwa 13 ha Landwirtschaftsfläche links des untersten Laufs gehören zu Bühlertann. Durchflossen vom Schleifseebach wird allein das Dorf Geifertshofen. Im Obertal des Reutenbachs steht der Reutenbachhof, am Nordrand des Einzugsgebietes auf dem Göbelsrain-Sporn der Weißenhof. Am Unterlauf gibt es zwei neuere landwirtschaftliche Anwesen.

### LUBW
Amtliche Online-Gewässerkarte mit passendem Ausschnitt und den hier benutzten Layern: Lauf und Einzugsgebiet des Schleifseebachs

Allgemeiner Einstieg ohne Voreinstellungen und Layer: Daten- und Kartendienst der Landesanstalt für Umwelt Baden-Württemberg (LUBW) (Hinweise)
1. 1 2  Höhe nach dem Höhenlinienbild auf dem Hintergrundlayer Topographische Karte.
2. ↑  Höhe nach schwarzer Beschriftung auf dem Hintergrundlayer Topographische Karte.
3. 1 2 3 4  Länge nach dem Layer Gewässernetz (AWGN).
4. 1 2  Länge abgemessen auf dem Hintergrundlayer Topographische Karte.
5. ↑  Einzugsgebiet nach dem Layer Basiseinzugsgebiet (AWGN)
6. 1 2  Einzugsgebiet abgemessen auf dem Hintergrundlayer Topographische Karte.

### Andere Belege
1. 1 2  Alter Name Römischer Bach
  - nach dem Kapitel Natürliche Beschaffenheit, Teilabschnitt Flüsse und Bäche, S. 41 der Beschreibung des Oberamts Ellwangen von 1886, Abschnitt Flüsse und Bäche, S. 41,

sowie
  - nach dem Kapitel Geifertshofen der Beschreibung des Oberamts Gaildorf von 1852, S. 149.
2. ↑  Modellierte Werte nach Abfluss-BW Gewässerknoten MQ/MNQ
3. ↑  In der Ortsbeschreibung auf der Gemeindewebsite werden „ungefähr 350“ für Geifertshofen genannt, ohne dass ganz klar würde, ob zwei alte Höfe (Weißenhof, Reutebachhof) und zwei Aussiedlerhöfe dafür mitgezählt wurden oder nicht.
4. ↑  Wolf-Dieter Sick: Geographische Landesaufnahme: Die naturräumlichen Einheiten auf Blatt 162 Rothenburg o. d. Tauber. Bundesanstalt für Landeskunde, Bad Godesberg 1962. → Online-Karte (PDF; 4,7 MB)
5. ↑  Hansjörg Dongus: Geographische Landesaufnahme: Die naturräumlichen Einheiten auf Blatt 171 Göppingen. Bundesanstalt für Landeskunde, Bad Godesberg 1961. → Online-Karte (PDF; 4,3 MB)
6. ↑  Geologie nach den Layern zu Geologische Karte 1:50.000 auf: Mapserver des Landesamtes für Geologie, Rohstoffe und Bergbau (LGRB) (Hinweise). Ein ähnliches Bild bietet die Geologische Karte von Baden-Württemberg 1:25.000, herausgegeben vom Geologischen Landesamt 1982, Blatt Nr. 6925 Obersontheim mit Erläuterungsheft.